# Franco Gandini
Franco Gandini   (Parma, 27 de juliol de 1936) és un ciclista italià, ja retirat, que fou professional entre 1958 i 1960. Es dedicà principalment al ciclisme en pista.
Fou com a ciclista amateur va prendre part en els Jocs Olímpics de Melbourne de 1956, en què guanyà la medalla d'or en la prova de persecució per equips, junt a Valentino Gasparella, Leandro Faggin i Antonio Domenicali.
És germà del també ciclista Aldo Gandini.